# Coby Bell
Coby Erik Bell est un acteur américain né le 11 mai 1975 dans le Comté d'Orange, en Californie.
Il est surtout connu pour le rôle de Tyrone « Ty » Davis Jr. dans la série télévisée New York 911 (1999-2005).

## Biographie[1]
Après quelques apparitions à la télévision notamment Urgences, où il incarne un patient qui se découvre atteint d'un cancer des testicules, il obtient un premier rôle récurrent dans la série télévisée L.A. Docs (1998-1999), avant de faire partie de la distribution principale de la série télévisée New York 911 (1999-2005), dans laquelle, il incarne l'officier de police Tyrone « Ty » Davis Jr. qui vient de sortir de l'Académie de police et qui travaille avec John « Sully » Sullivan à la 55e brigade, « Sully » était le collègue de son père, tué en service. Il sera présent dans tous les épisodes de la série.
En 2006, il fait partie de la distribution principale de la sitcom The Game, produite par Kelsey Grammer (Frasier). La sitcom prend fin en 2015, après neuf saisons et 143 épisodes.
En 2010, il intègre la distribution principale de la série télévisée Burn Notice lors de la quatrième saison, dans le rôle de Jesse Porter. Il tiendra ce rôle jusqu’à la fin de la série en 2013, au terme de sept saisons.
Depuis 2017, il interprète le rôle de Jace Turner dans The Gifted, série télévisée basée sur la série de comics X-Men de Marvel Comics et liée à la série de films, comme la série Legion.

### Vie privée
Coby et sa femme Aviss Pinkney-Bell, sont les  parents de jumelles, Serrae et Jaena (nées le 21 juin 2003) et de faux jumeaux, Eli et Quinn, (nés le 3 décembre 2008).
Il est le fils de Michel Bell et mesure 1,91 m. Ses sports préférés sont le basket-ball et le tennis.
Coby est diplômé de la San Jose State University.

## Filmographie
- 1997 : The Parent 'Hood (1 épisode) : Devaughn
- 1997 : Le Petit Malin (1 épisode) : Garret
- 1997 : Urgences (1 épisode) : Brett Nicholson
- 1997 : Buffy contre les vampires (1 épisode) : Jeune homme
- 1998 : Le Petit Malin (1 épisode) : Anthony Davis
- 1998 - 1999 : L.A. Docs (13 épisodes) : Patrick Owen
- 1999 : Unité spéciale - Une femme d'action (téléfilm) : Agent Dinko Bates
- 1999 - 2005 : New York 911 (132 épisodes) : Tyron "Ty" Davis
- 2005 : Half and Half (3 épisodes) : Glen Stallworth
- 2006 : Girlfriends (1 épisode) : Jason Pitts
- 2006 : Drifting Elegant de Amy Glazer : Renny Lyles
- 2006 - 2015 : The Game (130 épisodes) : Jason Pitts
- 2007 : Les Experts : Miami (1 épisode) : Tony Decker
- 2007 : Alien vs Alien de C. Roma : Jude
- 2008 : Ball Don't Lie de Brin Hill : L'homme aux Dreadlock
- 2008 : Des fleurs et des mauvaises herbes (court métrage) : voix de Tyler
- 2010 : Dream Street de Lonette McKee
- 2010 : Halo: Reach (jeu vidéo) : voix de Trooper Sgt. 2
- 2010 : Archer (1 épisode) : voix de Conway Stern
- 2010 - 2013 : Burn Notice (67 épisodes) : Jesse Porter
- 2014 : The Black Bachelor (court métrage)
- 2014 : Hot in Cleveland (1 épisode) : Baz
- 2015 : Archer (1 épisode) : voix de Conway Stern
- 2015 : The Advocate (téléfilm) : Chris
- 2016 : Mad Dogs (5 épisodes) : Aaron
- 2016 : Cruel intentions (téléfilm) : Pascal Barrett
- 2017 : The Quad (2 épisodes) : Mr. Briggs
- 2017 : Hand of God (3 épisodes) : Remiel
- 2017 - 2019 : The Gifted (29 épisodes) : Jace Turner
- 2019 :  SEAL Team : Glen
- 2020 : Lucifer : Mack (1 épisode)
- 2021-2024 : Walker : Capitaine Larry James

### Producteur
- 2006 : Drifting Elegant